# Silvia Neid
Silvia Neid (ur. 2 maja 1964 w Walldürn) – niemiecka piłkarka grająca na pozycji pomocnika, reprezentantka kraju, trenerka, jedna z najlepszych trenerek w historii kobiecej piłce nożnej.

## Kariera piłkarska
Silvia Neid karierę piłkarską rozpoczęła w 1975 roku juniorach SV Schlierstadt, z którym w 1980 roku podpisała profesjonalny kontrakt i w którym występowała do 1983 roku. Następnie została zawodniczką SSG Bergisch Gladbach, z którym w sezonie 1983/1984 zdobyła krajowy dublet: mistrzostwo i Puchar Niemiec. W 1985 roku została zawodniczką TSV Siegen, z którym sześciokrotnie zdobyła mistrzostwo Niemiec (1987, 1990, 1991, 1992, 1994, 1996) oraz pięciokrotnie Puchar Niemiec (1986, 1987, 1988, 1989, 1993). W 1994 roku dymisji trenera Gerda Neusera Neid chciała się przenieść do SG Praunheim, jednak klub nie zgodził się na ten transfer. Karierę piłkarską zakończyła w 1996 roku.

### Kariera reprezentacyjna
W kobiecej reprezentacji Niemiec zadebiutowała dnia 10 listopada 1982 roku w Koblencji w debiutanckim jej meczu przeciwko kobiecej reprezentacji Szwajcarii, wchodząc na boisko w 41.minucie i w którym Neid zdobyła dwie bramki. Mecz zakończył się zwycięstwem Niemek 5:1. Neid z kobiecą reprezentacją Niemiec trzykrotnie zdobywała mistrzostwo Europy (1989, 1991, 1995) oraz zdobyła wicemistrzostwo świata na Mundialu 1995. Ostatni mecz w kobiecej reprezentacji Niemiec rozegrała dnia 25 lipca 1996 roku w zremisowanym 1:1 meczu fazy grupowej z kobiecej reprezentacji Brazylii w Birmingham na igrzyskach olimpijskich 1996. Łącznie w latach 1982-1996 w kobiecej reprezentacji Niemiec rozegrała 111 meczów i strzeliła 48 goli.

## Kariera trenerska
Silvia Neid po zakończeniu kariery piłkarskiej rozpoczęła karierę trenerską. W 1996 roku została asystentką Tiny Theune w kobiecej reprezentacji Niemiec i zarazem reprezentacji Niemiec U-19, z którą w 2002 roku zdobyła brązowy medal mistrzostw świata U-19 2002 w Kanadzie, a w 2004 roku wygrała w Tajlandii mistrzostwa świata U-19 2004.
Dnia 20 czerwca 2005 roku została trenerką kobiecej reprezentacji Niemiec, z którą zdobyła mistrzostwo świata 2007, dwukrotnie mistrzostwo Europy (2009, 2013) oraz brązowy medal igrzysk olimpijskich 2008 w Pekinie i złoty medal igrzysk olimpijskich 2016 w Rio de Janeiro.
Silvia Neid trzykrotnie wygrała plebiscyt FIFA na najlepszą trenerkę świata w kobiecej piłce nożnej (2010, 2013, 2016). W 2013 otrzymała Order Zasługi Badenii-Wirtembergii.

### Statystyki
| Klub   | Od              | Do               | M   | Z   | R  | P  | GZ  | GS  | +/–  | %Z    |
| ------ | --------------- | ---------------- | --- | --- | -- | -- | --- | --- | ---- | ----- |
| Niemcy | 20 czerwca 2005 | 19 sierpnia 2016 | 169 | 125 | 22 | 22 | 526 | 107 | +419 | 73.96 |

## Osiągnięcia

### Jako piłkarka
SV Bergisch Gladbach 09
- Mistrzostwo Niemiec: 1984
- Puchar Niemiec: 1984

TSV Siegen
- Mistrzostwo Niemiec: 1987, 1990, 1991, 1992, 1994, 1996
- Puchar Niemiec: 1986, 1987, 1988, 1989, 1993

Reprezentacyjne
- Wicemistrzostwo świata: 1995
- Mistrzostwo Europy: 1989, 1991, 1995

### Jako trener
Reprezentacja Niemiec U-19
- Brązowy medal mistrzostw świata: 2002
- Mistrzostwo świata: 2004

Reprezentacja Niemiec
- Puchar Algarve: 2006, 2012, 2014
- Mistrzostwo świata: 2007
- Mistrzostwo Europy: 2009, 2013
- Brązowy medal igrzysk olimpijskich: 2008
- Złoty medal igrzysk olimpijskich: 2016

Indywidualne
- Najlepsza trenerka świata w kobiecej piłce nożnej: 2010, 2013